# Karel Baxa

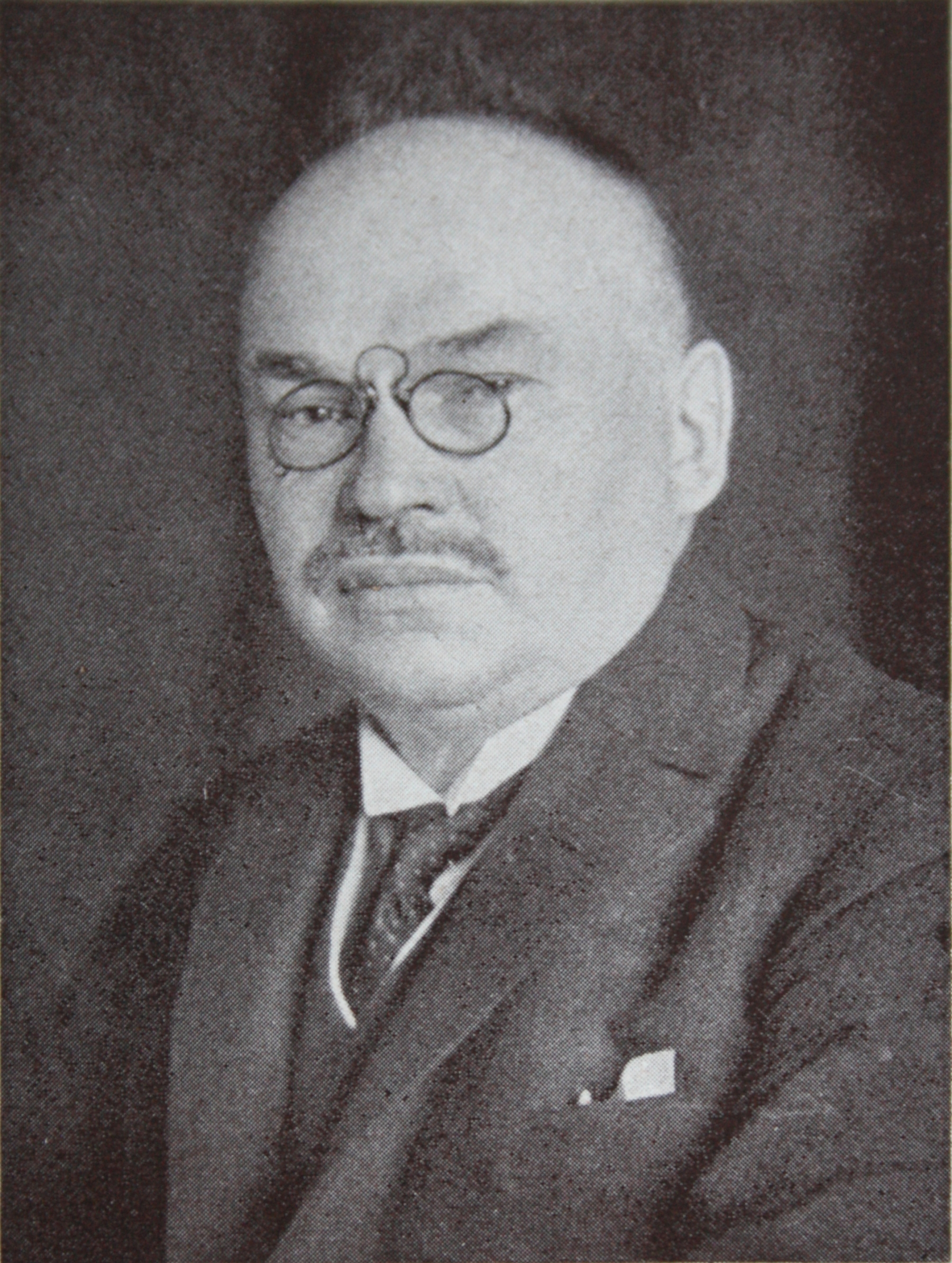
Karel Baxa

Karel Baxa (* 24. Juni 1863 in Sedlčany, Böhmen, Kaisertum Österreich; † 5. Januar 1938 in Prag) war ein tschechischer Rechtsanwalt, Politiker (Abgeordneter des Landtages) und Bürgermeister von Prag.

## Leben
Karel Baxa, Neffe des Karel Havlíček Borovský, besuchte in seiner Jugend das akademische Gymnasium und studierte ab 1881 an der Rechtsfakultät der Karls-Universität in Prag. Nach dem Staatsexamen 1888 arbeitete er beim Gericht in Tábor und Cheb und ab 1891 in Prag. Als Gegenspieler von Tomáš Garrigue Masaryk im Fall Hilsner brachte er als Vertreter der Nebenklage wiederholt das Motiv des Ritualmordes ein. Dies sorgte für die mediale Verbreitung der Ritualmordlegende und eine Steigerung des antisemitischen Ressentiments in Mähren.
Am politischen Leben nahm er erstmals 1893 teil, als er zur Zeit des Ausnahmezustandes in Prag politisch unangenehme Journalisten vor Gericht verteidigte.
Politisch profilierte er sich als Mitglied der radikal-tschechischen Bewegung und wurde 1895 als Abgeordneter in den böhmischen Landtag gewählt, dessen Mitglied er bis 1913 blieb. Von 1901 bis 1918 war er Volksvertreter im Wiener Reichsrat. Nach dem Regierungsantritt Josef Kaizls – von tschechischen Intellektuellen als Kapitulation vor Wien angesehen – gründete er mit Alois Rašín, Jaroslav Preiss, Karel Stanislav Sokol und anderen am 19. Februar 1899 die „Staatsrechtliche Radikale Partei“ (Státoprávní radikální strana), eine patriotische Bewegung, die eine Verselbständigung Böhmens forderte. Bis 1908 nahm Baxa den Vorsitz der Partei wahr. 1908 spaltete sich die Partei, Baxa gründete mit seinen Anhängern die „Tschechische Partei staatsrechtlichen Fortschritts“ (Česká strana státoprávně pokroková). 1911 verließ er diese Partei und trat der „National-Sozialen Partei“ (Česká strana národně sociální) bei, der er bis zu seinem Tode zugehörte.
Nach der Gründung der Tschechoslowakei wurde er für die „Tschechoslowakische Volkssozialistische Partei“ (Československá strana národně socialistická) zum Prager Oberbürgermeister (Primátor) gewählt. Diese Funktion übte er bis 1937 aus. Als Oberbürgermeister erwarb er sich große Verdienste um die Entwicklung der Stadt. Der Verkehr wurde ausgebaut, neue Siedlungen angelegt und zahlreiche soziale und kulturelle Einrichtungen wie das Stadttheater Prag errichtet. Darüber hinaus waren jedoch seine regelmäßigen nationalistischen Äußerungen für eine Verschärfung der Spannungen zwischen Tschechen, Deutschen und Juden in Prag mitverantwortlich. Berühmt wurde seine Unterstützung tschechischer Demonstranten bei tagelangen gewalttätigen Ausschreitungen gegen deutschsprachige Tonfilme im Jahr 1930, die er als „würdige Manifestation zum Schutz des slawischen Charakters Prags“ bezeichnete.
1920 wurde er zum Vorsitzenden des „Verfassungsgerichts der tschechoslowakischen Republik“ (Ústavní soud Československé republiky) und 1923 zum Vorsitzenden des „Verwaltungsrats der Tschechischen Bank“ berufen.  Ab 1922 war Baxa Vorsitzender des „Zentralverwaltungskommission der vereinigten Prager Gemeinden“ und 1928 bis 1937 Mitglied der „Tschechischen Landesvertretung“ (Zemské zastupitelství).